# Kendra Reynolds
Pour les articles homonymes, voir Reynolds.
Pas d'image ? Cliquez ici

a Compétitions nationales et continentales officielles uniquement.

b Matchs officiels uniquement.
Dernière mise à jour le 6 novembre 2024.
Kendra Reynolds, née le 25 janvier 1993 à Tauranga (Nouvelle-Zélande), est une joueuse internationale néo-zélandaise de rugby à XV évoluant au poste de troisième ligne aile. Elle est licenciée au Rangiuru SC et représente la province de Bay of Plenty en Farah Palmer Cup.

## Biographie
Kendra Reynolds naît le 25 janvier 1993 à Tauranga en Nouvelle-Zélande. Elle pratique d'abord le hockey et le netball. C'est au lycée qu'elle débute le rugby à XV. Elle ne rencontre aucune réticence familiale, sa cousine Kellie Kiwi (en) étant une Black Fern, championne du monde en 1998. Elle fait ses études à Hamilton, où elle participe à la réactivation de l'équipe féminine de Waikato en 2012.
En 2014, elle est à nouveau impliquée dans la remise en route d'une équipe, cette fois-ci avec l'équipe de la province de Bay of Plenty. Toutefois, le réservoir de joueuses est moins expérimenté qu'à Waikato et les défaites sont lourdes.
Dès le début de sa carrière elle rêve de devenir internationale, une tâche qui n'est pas facilitée par le fait que sa province évolue en deuxième division de la Farah Palmer Cup. Ces échecs à répétition dans sa quête du maillot des Black Ferns l'amènent plusieurs fois à envisager une retraite sportive anticipée. Elle change même de poste, s'essayant au talonnage ce qui lui vaut une grave blessure. Elle reconnait en outre ne pas être douée pour lancer, ni pour pousser correctement en mêlée.
En 2017, les Volcanix de Bay of Plenty remportent le titre de deuxième division en son absence. Pendant ce temps, elle est sur le circuit professionnel japonais de rugby à sept.
En avril 2021, elle participe au match historique entre les Blues et les Chiefs Manawa, rencontre qui annonce la création du Super Rugby Aupiki. En septembre, elle fait ses débuts internationaux contre la France.
En 2022, elle signe avec la franchise de Matatū pour la première saison du Super Rugby Aupiki ; elle est désignée co-capitaine de l'équipe avec Kendra Cocksedge. Elle dispute ensuite la première édition de la Pacific Four Series, où elle inscrit son premier essai international face aux États-Unis. Elle compte cinq sélections en équipe nationale quand elle est retenue en septembre pour disputer la Coupe du monde organisée en Nouvelle-Zélande, remportée par les Black Ferns.
Sa saison 2023 débute avec un titre en Super Rugby Aupiki (33-31 face aux Chiefs Manawa en finale). Le 17 avril, elle est mise sous contrat pour la première fois par la fédération néo-zélandaise; elle est jusque-là directrice du développement du rugby féminin pour la fédération de Bay of Plenty. Cette année-là, elle remporte à nouveau la Pacific Four Series même si elle ne dispute que le match face au Canada. Elle n'est pas sélectionnée pour le WXV : Allan Bunting (en) souhaite voir de nouvelles joueuses et reconnait avoir dû prendre des « décisions vraiment difficiles », un choix qui profite notamment à la jeune Layla Sae.

## Palmarès

### En franchise
- Vainqueur du Super Rugby Aupiki en 2023.

### En équipe nationale
- Vainqueur de la Coupe du monde en 2021.
- Vainqueur de la Pacific Four Series en 2022 et 2023.